# Christian Weber
Christian Weber (Saarbrücken, 15 settembre 1983) è un ex calciatore tedesco, di ruolo difensore.